# Leuropeltis hebardi
Leuropeltis hebardi är en kackerlacksart som beskrevs av Eliécer E. Gutiérrez 1999. Leuropeltis hebardi ingår i släktet Leuropeltis och familjen småkackerlackor.
Artens utbredningsområde är Bolivia. Inga underarter finns listade i Catalogue of Life.